# 稚嫩的魔法师
稚嫩的魔法师（1992年—），本名刘皓。是中国大陆网络播客、游戏解说人。于2014年首次在哔哩哔哩弹幕视频网发布游戏解说视频，成为视频播客。
稚嫩的魔法师本科和研究生阶段就读于武汉大学历史学系，其视频作品以历史策略类游戏为主，特别是Paradox Interactive发行的系列游戏。不过近年来他也开始进行视频直播和实况解说。

## 生平
2014年7月，正值研究生一年级的“稚嫩的魔法师”发布了自己的首个游戏解说视频。“稚嫩的魔法师”这个网名源于英国作家菲利普·肖特所著《毛泽东传》中一个章节的名称。初期默默无闻，并未得到太大关注。他在回忆当时的经历时表示，他最初很担心自己做的视频没人看，评价也不高，“这样会让自己显得更傻。”
但之后，他的视频开始逐步在网络上走红。稚嫩的魔法师的作品以长视频为主，并以历史策略战棋类游戏——《王国风云II》、《维多利亚II》、《钢铁雄心III》作为创作主轴。稚嫩的魔法师的视频受众不局限于游戏玩家，而是将普通观众作为其视频的主要受众群体，并常向观众科普游戏背后的历史知识。他在接受专访时表示，“自己早已不会再用感性的目光去看待历史，只是喜欢把生活里的脑洞和段子融入游戏，给观众们带来乐趣。”2019年12月，稚嫩的魔法师宣布因Bilibili视频平台审查原因，将陆续删除自己的《钢铁雄心III》系列视频。
除进行游戏解说外，稚嫩的魔法师还曾通过视频介绍历史专业书籍，讲解《三国志》等历史学专著，被认为“以一己之力开辟B站读书区”。他在接受《长江日报》访问时说，自己就是“突发奇想脑洞大开，开了这么一个新坑，邀请大家和我一起体验读史书的乐趣”。他还表示，“我就是想强调一下就是原始史料的重要性。我们现在有太多人撇开史料谈历史，很多人的观点都是从网络文章或是看电视剧得来的，以此在网络上争论，这毫无意义。”

## 评价
视频播客“资深小狐狸”曾评价稚嫩的魔法师：“造梗能力一流。”
《南都周刊》认为，脑洞够大、剧情夸张、造梗能力强是他走红的重要原因。《南都周刊》评价说，稚嫩的魔法师善于在游戏解说中制造逻辑反转，从而使其视频出现戏剧冲突，这增强了整个视频的娱乐性，提升了整个作品的代入感，并形成了一种“文化认同”。
稚嫩的魔法师本人认为，“好的游戏会在历史考证和世界观的构建上有一整套自己的体系，会反映出游戏公司的功力，你能在其中学到很多东西。”同时，由于他精通膜蛤文化并在视频中加以运用，因而其亦被一些网友戏称为“稚嫩的膜法师”。